# Strikeforce: Houston
Strikeforce: Houston（ストライクフォース：ヒューストン）は、アメリカ合衆国の総合格闘技団体「Strikeforce」の大会の一つ。2010年8月21日、テキサス州ヒューストンのトヨタセンターで開催された。
本大会では、セミファイナルでホナウド・ジャカレイとティム・ケネディによるStrikeforce世界ミドル級王座決定戦が、メインイベントでキング・モー対ハファエル・カバウカンチによるStrikeforce世界ライトヘビー級タイトルマッチがそれぞれ行われた。

## 大会概要
第10試合の世界ミドル級王座決定戦ではジャカレイがケネディを判定で降し、第4代王者となった。メインイベントでは、挑戦者のフェイジャオンが王者モーをTKOで降し、第5代世界ライトヘビー級王座を獲得した。これにより、本大会では2階級で新王者が誕生した。
キャリア10戦全勝のLegacy FCバンタム級王者チャド・ロビショー、Legacy FCフライ級王者ウンベルト・デレオンがStrikeforceデビュー。

## 試合結果

### プレリミナリィカード
第1試合 ライトヘビー級 3分3R
○  アルテナス・ヤング vs.  チャド・クック ×
3R終了 判定3-0（30-27、29-28、30-27）
第2試合 バンタム級 3分3R
○  チャド・ロビショー vs.  ウンベルト・デレオン ×
3R終了 判定2-1（29-28、28-29、29-28）
第3試合 ライト級 3分3R
○  レイナルド・トゥリーロ vs.  ホセ・サンチバネス ×
1R 0:23 TKO（レフェリーストップ：パンチ）
第4試合 ライト級 3分3R
○  アダム・シュナイダー vs.  カイアー・グーチ ×
1R 1:58 チョークスリーパー
第5試合 フェザー級 3分3R
○  ヴィニー・マガリャエス vs.  ロッキー・ロング ×
3R終了 判定3-0（29-28、30-27、30-27）

### SHERDOG中継カード
第6試合 ウェルター級 5分3R
○  アンドレ・ガウヴァオン vs.  ジョルジ・パチーユ・マカコ ×
3R 2:45 TKO（レフェリーストップ：パウンド）
第7試合 ヘビー級 5分3R
○  ダニエル・コーミエ vs.  ジェイソン・ライリー ×
1R 1:02 ギブアップ（パウンド）

### メインカード
第7試合 ヘビー級 5分3R
○  チャド・グリッグス vs.  ボビー・ラシュリー ×
2R終了時 TKO（レフェリーストップ：棄権）
第9試合 ライト級 5分3R
○  KJ・ヌーンズ vs.  ジョルジ・グージェウ ×
2R 0:19 TKO（レフェリーストップ：パウンド）
第10試合 Strikeforce世界ミドル級王座決定戦 5分5R
○  ホナウド・ジャカレイ vs.  ティム・ケネディ ×
5R終了 判定3-0（49-46、48-47、48-47）
※ジャカレイが王座獲得に成功。
第11試合 Strikeforce世界ライトヘビー級タイトルマッチ 5分5R
○  ハファエル・カバウカンチ vs.  キング・モー ×
3R 1:14 TKO（レフェリーストップ：肘打ち）
※カバウカンチが王座獲得に成功。